# 埃屈埃兰
埃屈埃兰（法語：Écuélin，法語發音：[ekɥelɛ̃]）是法国上法兰西大区北部省的一个市镇，位于该省东部，属于埃尔普河畔阿韦讷区。

## 地理
埃屈埃兰（50°11'39"N, 3°54'26"E）面积3.4 平方千米，位于法国上法蘭西大區北部省，该省份为法国最北部的省份及最长的省份，西北濒北海，西接加来海峡省，南至埃纳省和索姆省，东与比利时接壤。
与埃屈埃兰接壤的市镇（或旧市镇、城区）包括：利蒙方丹、圣雷米绍塞、巴尚、圣欧班。

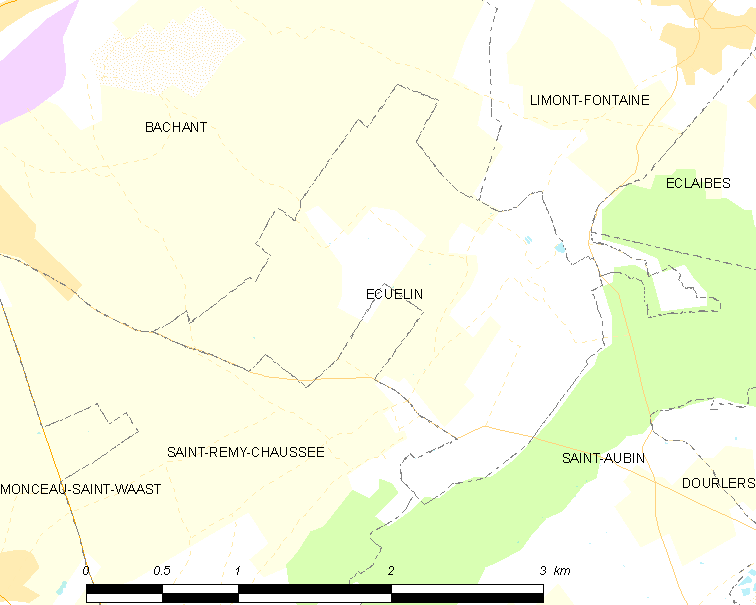
埃屈埃兰的OSM定位图

埃屈埃兰的时区为UTC+01:00、UTC+02:00（夏令时）。

## 行政
埃屈埃兰的邮政编码为59620，INSEE市镇编码为59188。

## 政治
埃屈埃兰所属的省级选区为欧努瓦-艾姆里县。

## 人口

1962-2008年间埃屈埃兰人口变化图示

埃屈埃兰于2022年1月1日时的人口数量为143人。